# Rosa Maltoni
Rosa Maltoni (Forlì, 22 de abril de 1858 — Predappio, 19 de fevereiro de 1905) foi a mãe do fundador e líder do movimento fascista italiano Benito Mussolini. Maltoni era uma professora católica devota que se casou com Alessandro Mussolini. Depois de Benito, Rosa teve mais dois filhos, Arnaldo e Edvige. Morreu vítima de meningite em 1905.
Mussolini era supostamente muito ligado a sua mãe, e durante o período fascista, Rosa passou a representar a mulher italiana ideal. Em 17 de junho de 1930, foi realizada uma cerimônia para homenageá-la como uma "grande educadora e mãe gloriosa".